# Anna Zachorowska-Mazurkiewicz
Anna Zachorowska-Mazurkiewicz – polska ekonomistka, doktor habilitowana nauk społecznych w dziedzinie nauk ekonomicznych (specjalność ekonomia), profesor Instytutu Ekonomii i Zarządzania Uniwersytetu Jagiellońskiego, dyrektor Szkoły Doktorskiej Nauk Społecznych UJ. Członkini Think Tanku Feministycznego, zajmuje się ekonomią instytucjonalną i feministyczną.

## Życiorys
W latach 1993–1998 r. studiowała na Akademii Ekonomicznej w Katowicach, natomiast w latach 1995-1998 r. kontynuowała edukację na studiach licencjackich w Wyższej Szkole Języków Obcych i Ekonomii w Częstochowie, na kierunku filologia angielska. 22 września 2005 r. obroniła doktorat w dziedzinie nauk ekonomicznych w dyscyplinie nauki o zarządzaniu pt: "Instytucjonalne uwarunkowania sytuacji kobiet na rynku pracy w Stanach Zjednoczonych, Unii Europejskiej i w Polsce", natomiast w dniu 19 stycznia 2017 r. uzyskała habilitację na podstawie rozprawy doktorskiej pt: "Praca kobiet. Perspektywa ekonomii głównego nurtu i ekonomii feministycznej". 

## Zainteresowania naukowe
Jej zainteresowania naukowe obejmują zagadnienia z zakresu ekonomii rozwoju, ekonomii instytucjonalnej, ekonomicznych aspektów integracji europejskiej, społecznego i ekonomicznego wymiaru procesu globalizacji oraz społecznej i ekonomicznej sytuacji kobiet we współczesnym, zglobalizowanym świecie. Do zainteresowań naukowych zaliczyć można również heterodoksyjną myśl ekonomicznę (ze szczególnym uwzględnieniem ekonomii instytucjonalnej i feministycznej), nierówności społeczne i ekonomiczne oraz rynek pracy.

## Publikacje[6]

### Monografie
1. Kobiety i instytucje. Kobiety na rynku pracy w Stanach Zjednoczonych, Unii Europejskiej i w Polsce. Wydawnictwo „Śląsk”, Katowice 2006. ISBN 978-83-7164-482-5.
2. Praca kobiet w teorii ekonomii – perspektywa ekonomii głównego nurtu i ekonomii feministycznej. Wydawnictwo Uniwersytetu Jagiellońskiego, Kraków 2016.

### Artykuły
1. The Concept of Care in Institutional and Feminist Economics and Its Impact on Public Policy. Journal of Economic Issues Vol. 49 (2), 2015, pp. 405-413,
2. Dobrobyt w ujęciu ekonomii feministycznej. Studia ekonomiczne nr 101, red. Naukowy Urszula Zagóra-Jonszta, Uniwersytet Ekonomiczny, Katowice 2012, s. 308-316. ISBN 978-83-7246-784-3
3. Gender in the Creation of Intellectual Property of the Selected European Union Countries, Economics & Sociology, Vol. 8, No 2, 2015, s. 115-125 (współautorzy: Ewa Okoń-Horodyńska, Rafał Wisła, and Tomasz Sierotowicz)
4. Gender, Innovative Capacity, and the Process of Innovation: A Case of Poland, Economics and Sociology, Vol. 9, No. 1, 2016, pp. 252-263. (współautorzy: Ewa Okoń-Horodyńska, Rafał Wisła, Tomasz Sierotowicz)
5. Gender, unpaid labour and economics, Acta Universitatis Lodziensis. Folia Oeconomica, 6(326), 2016, s. 121-132.
6. Impact of Ideology on Institutional Solutions Addressing Women’s Role in the Labor Market in Poland, [w:] Journal of Economic Issues, Vol. XLI, no. 2, czerwiec 2007, s. 451-459. ISSN 0021-3624.
7. The influence of European Integration on the Institutional Situation of Women in Labour Market in Poland. [In:] Globalization and Regionalization in Socialist and Post-Socialist Economies, (ed.) John Pickles. Palgrave Macmillan, 2008, pp. 163-176. ISBN 978-0-230-52213-8.
8. Institutional and Feminist Challenges to Neoclassical Economics, Studia Ekonomiczne, 85 (2), 2015, s. 492 – 509.
9. Kłopoty z marginalna teorią podziału Clarka, Gospodarka Narodowa, Vol. 286, No.6, 2016, pp. 23-42 (współautor Tomasz Tokarski)
10. Role of Economic Policy in Reinforcing Gender Inequality – A Case Study of Poland in the European Union. [w:] Journal of Economic Issues, Vol. XLIII, no. 2, June 2009, s. 503-511. ISSN 0021-3624.